# Andjelo Rudović
Andjelo Rudović (Servisch: Анђело Рудовић, Albanees: Angjëll Rudaj) (Ulcinj, 3 mei 1996) is een Montenegrijns voetballer die als middenvelder speelt.

## Carrière
Rudović debuteerde voor Mogren Budva op 4 mei 2013 in de Montenegrijnse voetbalcompetitie tegen FK Jedinstvo Bijelo Polje. Zijn eerste doelpunt vierde hij op 1 maart 2014 in een competitieduel tegen FK Dečić. In augustus 2014 tekende Rudović een contract bij PSV. Hij debuteerde voor Jong PSV op 19 september 2014 in de Eerste divisie tegen Sparta Rotterdam. Rudović begon in de basiself en werd enkele minuten voor affluiten vervangen door mede-debutant Philippe Rommens. Jong PSV verloor de wedstrijd met 0-2. In 2015 ging hij naar FK Mladost Podgorica en een jaar later naar OFK Petrovac. In 2017 ging hij naar Spartak Subotica. Daar kwam hij enkel in een bekerwedstrijd in actie en in december werd zijn contract ontbonden.

## Statistieken
| Seizoen         | Club            |                    | Competitie      | Competitie | Competitie | Beker | Beker | Internationaal | Internationaal | Totaal | Totaal |
| Seizoen         | Club            | Wed.               | Competitie      | Dlp.       | Wed.       | Dlp.  | Wed.  | Dlp.           | Wed.           | Dlp.   |        |
| --------------- | --------------- | ------------------ | --------------- | ---------- | ---------- | ----- | ----- | -------------- | -------------- | ------ | ------ |
| 2014/15         | Jong PSV        | Vlag van Nederland | Eerste divisie  | 16         | 0          | -     | -     | -              | -              | 16     | 0      |
| Club totaal     | Club totaal     | Club totaal        | Club totaal     | 16         | 0          | 0     | 0     | 0              | 0              | 16     | 0      |
| Carrière totaal | Carrière totaal | Carrière totaal    | Carrière totaal | 16         | 0          | 0     | 0     | 0              | 0              | 16     | 0      |

Bijgewerkt t/m 20 september 2014